# Zalmon Libin
Zalmon Libin, más conocido como Z. Libin (1872-1955; nombre real: Yisrael-Zalman Hurvits o Gurvitz), fue un escritor de cuentos y autor de obras de teatro yidis, en activo en torno a 1900.
"El O. Henry del East Side" [en palabras de Goldberg, 1918, p. 688] nació en la Rusia Imperial y emigró a los Estados Unidos en 1892.
Sol Liptzin describe sus relatos cortos como "[historias] de judíos proletarios, desesperados retratos de la angustia y las lágrimas de los moradores de casas hacinadas del Lower East Side de Nueva York..." [Liptzin, 1972,82]. Sus obras incluyen tragedias y comedias. Gebrokhene Hertzer (Corazones Rotos, 1903) fue llevada al cine en 1926, protagonizada por Maurice Schwartz.
Isaac Goldberg expresaba en 1918 una admiración mayor por los relatos de Libin que por sus obras: "a pesar de que está considerado como un dramaturgo capaz de fusionar sobre el escenario las obras más literarias con la basura más popular, en realidad hay muy poca literatura en esa fusión. Libin se gana la vida con sus obras de teatro, pero pasará a la posteridad por sus cuentos." [Goldberg, 1918, 688]